# Bistum Treia
Das Bistum Treia (lat.: Dioecesis Triensis) war eine in Italien gelegene römisch-katholische Diözese mit Sitz in Treia. 

## Geschichte
Das Bistum Treia wurde am 8. Februar 1817 durch Papst Pius VII. mit der Päpstlichen Bulle Pervetustam locorum errichtet. Es wurde der Verwaltung des Erzbischofs von Camerino unterstellt.
Am 20. Februar 1920 wurde das Bistum Treia durch Papst Benedikt XV. mit der Päpstlichen Bulle Boni Pastoris dem Bistum San Severino angegliedert.
Die Kathedrale Santissima Annunziata in Treia war die Kathedrale des Bistums Treia.